# Robert Kienböck
Robert Kienböck (* 11. Januar 1871 in Wien; † 7. September 1953 ebenda) war ein österreichischer Radiologe.

## Leben
Kienböck wurde 1895 an der Universität Wien zum Doktor der Medizin promoviert und später Assistent von Leopold Schrötter von Kristelli. 1904 wurde er Leiter der Radiologischen Abteilung des Allgemeinen Krankenhauses der Stadt Wien. Am 1. Oktober 1925 wurde er zum a.o. Professor ernannt. Mit Guido Holzknecht gründete er die Wiener Röntgengesellschaft. Er schrieb Pionierarbeiten zur Röntgendiagnostik und -therapie und errichtete Österreichs erste Röntgenabteilung. Insbesondere entwickelte Kienböck um 1901 ein Verfahren zur optimalen Dosierung der Röntgenstrahlenintensität (Kienböck’sches Quantimeter). Nach ihm ist unter anderem die Lunatummalazie des Handgelenks benannt.

## Veröffentlichungen (Auswahl)
- Über die Einwirkung des Röntgen-Lichtes auf die Haut. In: Wiener klinische Wochenschrift. Band 50, 1900, S. 1153–1166.
- Über Dosimeter und das quantimetrische Verfahren. In: Fortschritte auf dem Gebiete der  Röntgenstrahlen. 9, 1905, S. 276–290.
- Radiotherapie: ihre biologischen Grundlagen, Anwendungsmethoden und Indikationen mit einem Anhang Radiumtherapie. Ferdinand Enke, Stuttgart 1907.
- mit Guido Holzknecht: Röntgenologie. Eine Revision ihrer technischen Einrichtungen und praktische Methoden. Urban & Schwarzenberg, Berlin/Wien 1918–1924.
- Röntgendiagnostik der Knochen- und Gelenkskrankheiten. 1941.